# Jun Ideguchi
Jun Ideguchi (jap. 井手口 純, Ideguchi Jun; * 14. Mai 1979 in der Präfektur Tokio) ist ein ehemaliger japanischer Fußballspieler.

## Karriere
Ideguchi erlernte das Fußballspielen in der Schulmannschaft der Toko Gakuen High School. Seinen ersten Vertrag unterschrieb er 1998 bei den Yokohama Marinos (heute: Yokohama F. Marinos). Der Verein spielte in der höchsten Liga des Landes, der J1 League. 1999 wurde er an den Zweitligisten Consadole Sapporo ausgeliehen. 2000 kehrte er zu Yokohama F. Marinos zurück. 2001 wurde er an den Zweitligisten Shonan Bellmare ausgeliehen. 2002 kehrte er zu Yokohama F. Marinos zurück. Im Juni 2002 wechselte er zum Ligakonkurrenten Sanfrecce Hiroshima. 2003 wechselte er zum Zweitligisten Sagan Tosu. Für den Verein absolvierte er 59 Spiele. 2006 wechselte er zum Ligakonkurrenten Tokushima Vortis. Für den Verein absolvierte er 27 Spiele. Ende 2006 beendete er seine Karriere als Fußballspieler.

## Erfolge
Yokohama F. Marinos
- J1 League

Vizemeister: 2000, 2002